# Erythrotherium
Erythrotherium is een geslacht van uitgestorven Mammaliaformes, behorend tot de Morganucodonta. Het leefde in het Vroeg-Jura (ongeveer 195 - 200 miljoen jaar geleden) en zijn fossiele overblijfselen zijn gevonden in Zuid-Afrika.

## Naamgeving
Erythrotherium parringtoni werd in 1964 benoemd door Alfred Walter Crompton op basis van fossiele resten gevonden in de rode bedden van de Stormberggroep in Zuid-Afrika. De fossielen werden aanvankelijk toegeschreven aan het Laat-Trias, maar het is veel waarschijnlijker dat ze afkomstig zijn uit afzettingen uit het Vroeg-Jura. Andere fossielen toegeschreven aan Erythrotherium zijn gevonden in Lesotho.
De geslachtsnaam is een combinatie van het Grieks erythros, 'rood', en therion, 'dier', een verwijzing naar de Red Beds. De soortaanduiding eert  Francis Rex Parrington voor al zijn werk op het gebied van vroege zoogdieren.
Het holotype is SAM PK-K00359, de schedel van een jong dier.
In 1973 werd Erythrotherium een jonger synoniem geacht van Morganucodon. Crompton stelde echter in 1974 dat het toch een geldig taxon was. Dat werd in 2022 bevestigd door een studie door Kai Jäger.

## Beschrijving
Dit dier moet ongeveer zo groot zijn geweest als een spitsmuis (Blarina), en de schedel moet ongeveer twee centimeter lang zijn geweest. Aangenomen wordt dat Erythrotherium ongeveer tien centimeter lang was exclusief de staart en ongeveer twintig tot dertig gram woog.
De breedte van de kiezen en de onderlinge afstand van hun knobbels verschillen duidelijk van de toestand bij Morganucodon.
De onderkaak had een goed ontwikkelde condylus, als nieuw gewricht met de schedel, en een trog met achterste botten. Het oude kaakgewricht tussen het articulare en het quadratum was waarschijnlijk nog aanwezig. Er was echter geen uitsteeksel om het coronoïde te ondersteunen, en het coronoïde uitsteeksel was dun. In de onderkaak stonden vier of vijf snijtanden, een hoektand en zes of zeven postcaninen. De achterste postcaninen waren vergelijkbaar met die van Morganucodon, maar de knobbels van hun cingulum waren minder ontwikkeld. De achterste postcaninen van het bovenkaaksbeen, aan de andere kant, verschilden van die van Morganucodon doordat ze vijf knobbels hadden die op één lijn stonden. De twee voorste en achterste accessoire knobbels waren van dezelfde grootte. Het postcraniale skelet was relatief lichtgebouwd en enigszins vergelijkbaar met dat van Megazostrodon. Het is waarschijnlijk dat Erythrotherium voorzien was van epipubische botten, zoals de huidige buideldieren en monotremata, en dus geen grote jongen kon baren.

## Fylogenie
Sinds de eerste beschrijving is Erythrotherium vergeleken met de bekende Morganucodon uit het Laat-Trias en Vroeg-Jura van Europa en Azië; ondanks enkele verschillen in tandmorfologie, is het zeer waarschijnlijk dat de twee dieren nauw verwant zijn. Erythrotherium en Morganucosdon, samen met andere verwante geslachten zoals Helvetiodon en Eozostrodon, zouden daadwerkelijk een clade (Morganucodontidae) kunnen vormen die heel dicht bij de oorsprong van echte zoogdieren staat (Kielan-Jaworowska et alii, 2004).